# Euroregion Donau-Kreisch-Marosch-Theiß

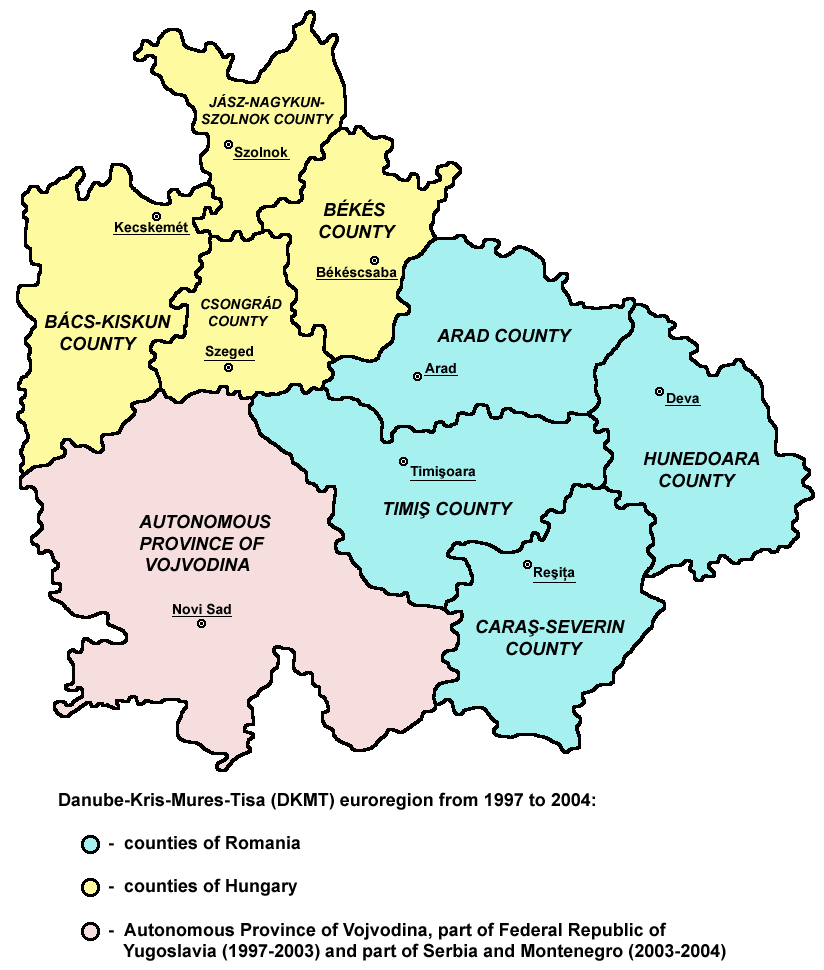
Europaregion DKMT 1997–2004

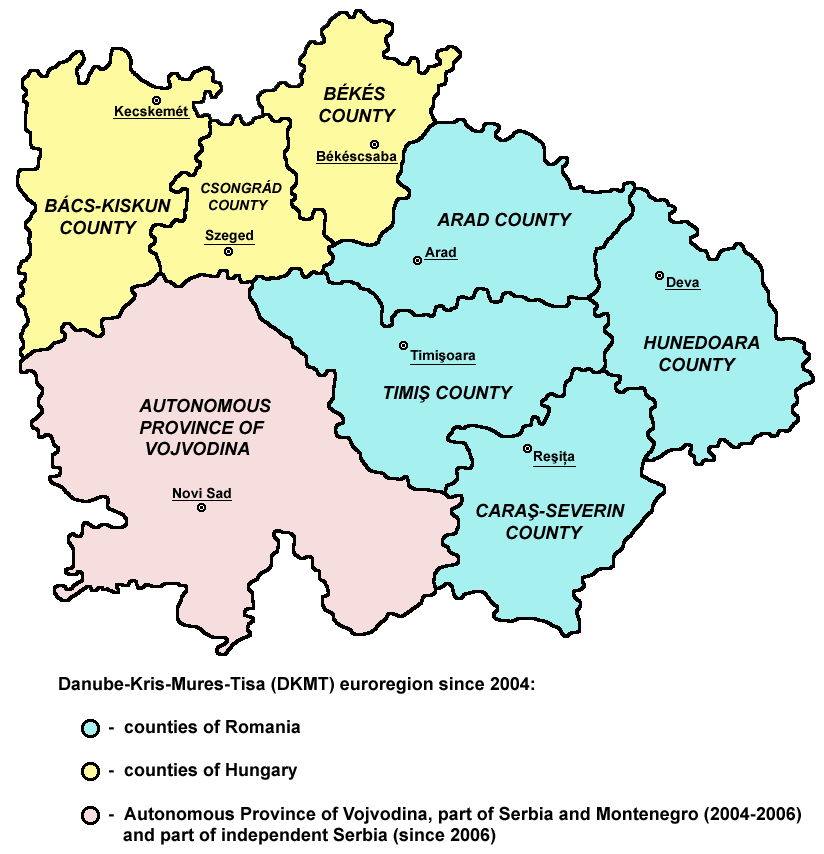
Euroregion DKMT seit 2004

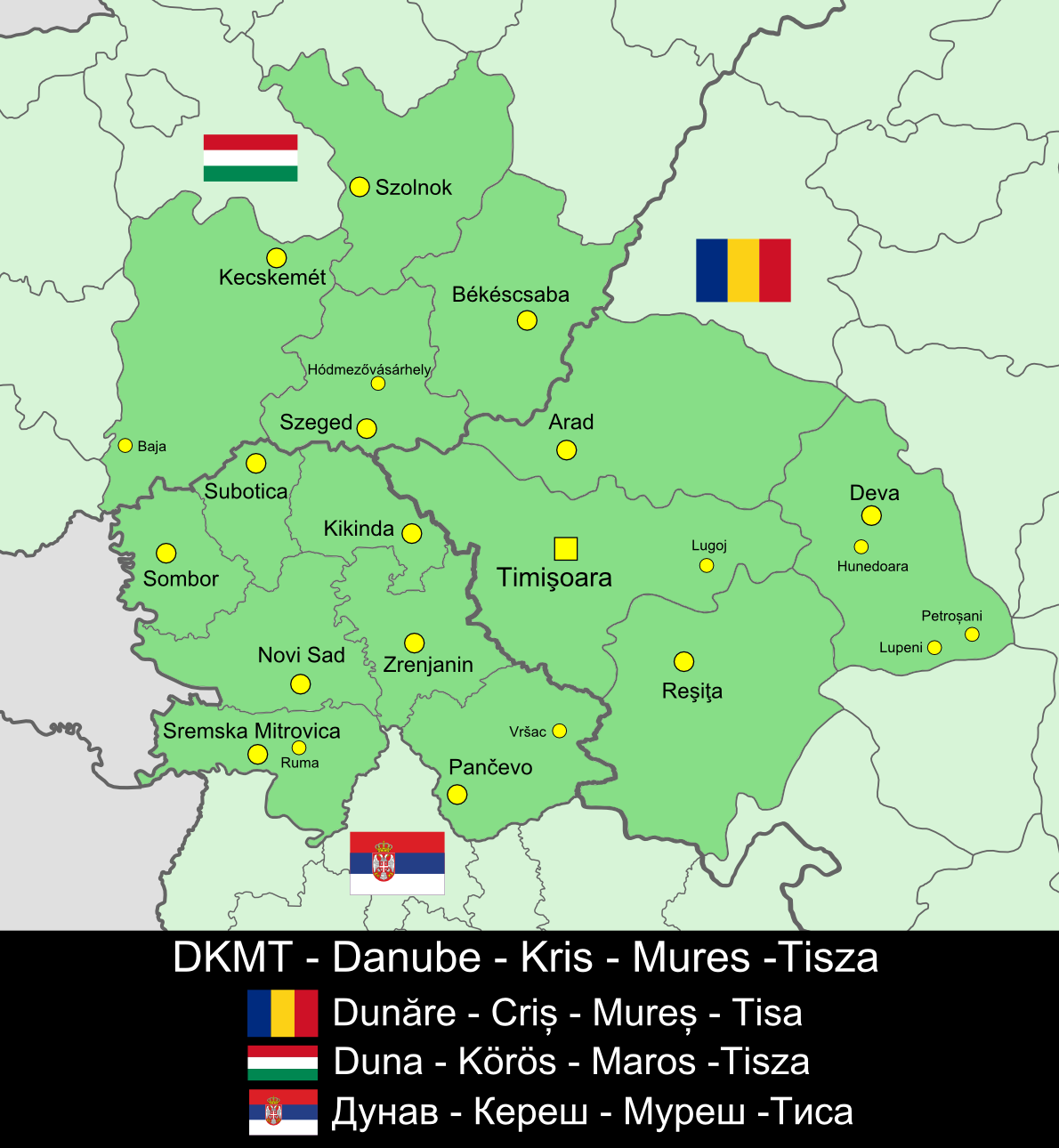
Karte der größten Städte der Europaregion DKMT

Die Euroregion Donau-Kreisch-Marosch-Theiß (DKMT) (rumänisch Dunăre-Criș-Mureș-Tisa, ungarisch Duna-Körös-Máros-Tiszá, serbisch Дунав-Криш-Мориш-Тиса Dunav-Kriš-Moriš-Tisa) ist eine grenzüberschreitende europäische Wirtschaftsregion, die 1997 zwischen Rumänien, Ungarn und Serbien gegründet wurde. Benannt ist die Region nach den sie durchfließenden Flüssen Donau, Kreisch, Marosch und Theiß.

## Allgemeine Angaben
Die Euroregion DKMT befindet sich im Dreiländereck Rumänien-Serbien-Ungarn und umfasst folgende Regionen:
- die Kreise Arad, Caraș-Severin, Hunedoara, Timiș in Rumänien
- die Komitate Bács-Kiskun, Békés, Csongrád-Csanád, Jász-Nagykun-Szolnok in Ungarn
- die Provinz Vojvodina in Serbien

Die DKMT umfasst insgesamt 5.732.000 Einwohner und hat eine Fläche von 77.456 Quadratkilometer.

## Geschichte

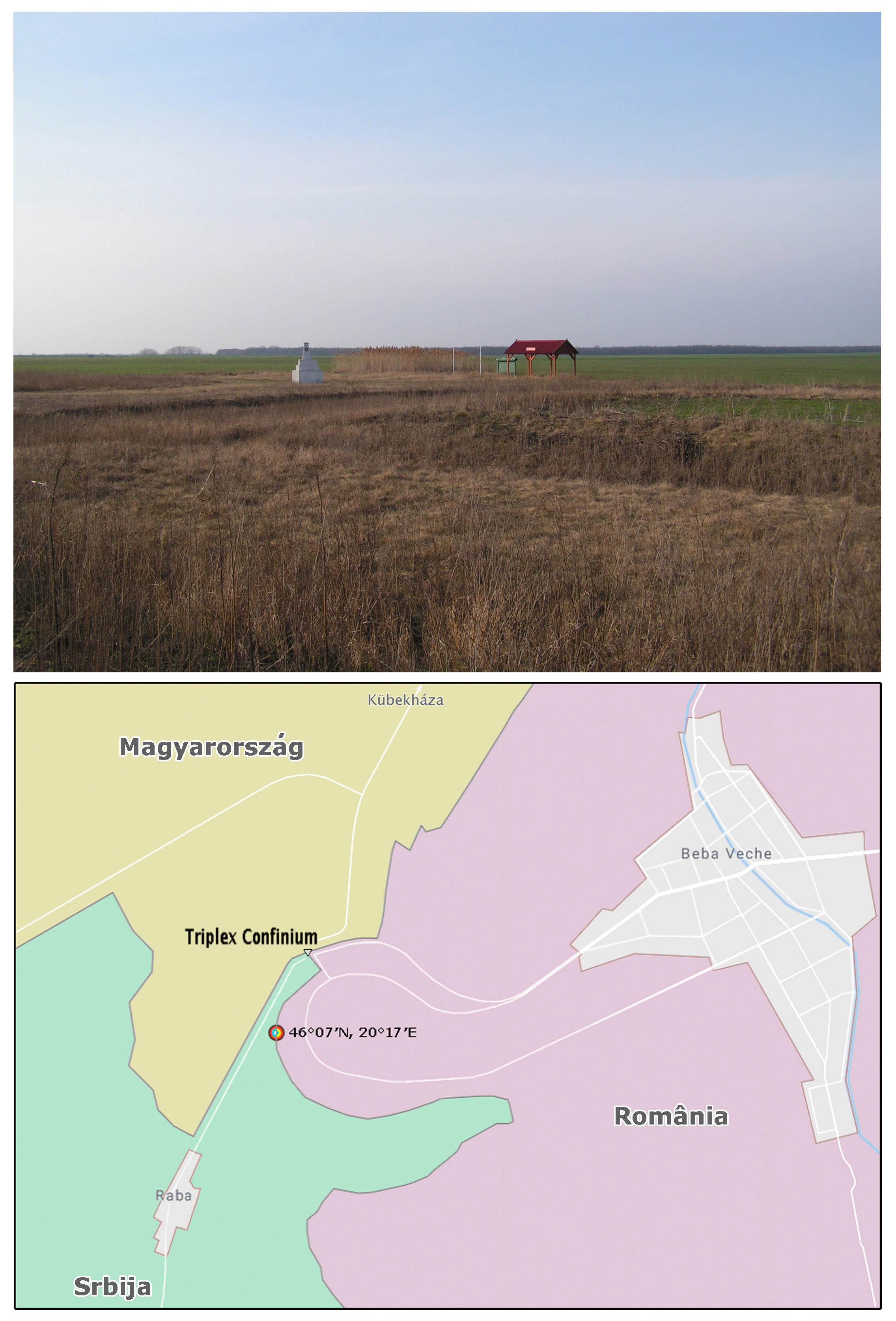
Triplex Confinium

Das Dreiländereck Rumänien–Serbien–Ungarn oder das Banat ist eine historische Region, die ihren territorialen Zusammenhalt in der Zeit der Habsburgermonarchie entwickelt hat. Durch die Kolonisierung von unterschiedlichen ethnisch-religiösen Gruppen im Rahmen der Raumplanungsmaßnahmen des Wiener Hofes im 19. Jahrhundert entstand der Vielvölkerstaat-Charakter. Das auf Solidarität basierende Koexistenzmuster sowie das starke Bekenntnis zu westeuropäischen Werten haben das Regionalbewusstsein über Staatsgrenzen hinweg geprägt. Die historische Region wurde 1920 mit dem Vertrag von Trianon durch die jugoslawisch-rumänisch-ungarische Grenze geteilt. Die zwischenstaatlichen Beziehungen froren ein, zudem wurden sämtliche Infrastruktureinrichtungen gebrochen.
Bereits während der Revolution von Temeswar von 1989 gab es erste Überlegungen über die Gründung von grenzüberschreitenden Kooperationen zwischen zivilen Organisationen (NGO) und regionalen Verwaltungseinheiten, die im Laufe der 1990er Jahre zuerst zu bilateralen Abkommen zwischen den verschiedenen Regionen und 1997 schließlich zur Gründung der DKMT führten. Die Gründungsurkunde wurde am 21. November 1997 in Szeged unterzeichnet. Die Gründungsfeier wird jährlich am letzten Wochenende im Monat Mai am Triplex Confinium begangen. Der Triplex Confinium ist ein Obelisk, der sich am Grenzpunkt des Dreiländerecks Rumänien–Ungarn–Serbien befindet. Mit dieser Gelegenheit tagt die Mitgliederversammlung und die Grenzen werden vorübergehend geöffnet.
Im Jahr 2005 wurde die Euroregion DKMT Mitglied der Arbeitsgemeinschaft Europäischer Grenzregionen (AGEG).

## Ziele
Ziel der Euroregion DKMT ist es grenzüberschreitende wirtschaftliche, kulturelle und touristische Projekte sowie gemeinsame Sportveranstaltungen zu entwickeln und durchzuführen. Eines der wichtigsten Ziele der Euroregion DKMT ist jedoch das Wiederherstellen und der Ausbau der Verkehrswege und der Infrastruktur. In der gesamten Region gibt es zurzeit 316 Kilometer Autobahn. Die Bahnstrecke Timișoara–Kikinda–Szeged soll vorrangig wieder in Betrieb gesetzt werden, um das einstige Verkehrsnetz Paris–Budapest–Szeged–Timișoara–București–Istanbul wiederherzustellen. Auch die Schiffbarmachung des Begakanals sowie der Ausbau der Flughäfen Arad, Szeged, Timișoara, Novi Sad, Belgrad sind als Meilensteine in der Entwicklung der Euroregion DKMT zu betrachten. Ein Teil der finanziellen Mittel stellt die Europäische Union zur Verfügung, für den Rest müssen die Länder selbst aufkommen.
Auch soll der Ausbau des aufgrund der ethnischen Durchmischung ohnehin vorhandenen toleranten Nebeneinanders verschiedener Sprachen, Kulturen und Mentalitäten zu einem verstehenden Miteinander vorangetrieben werden.

## Arbeitsgruppen
Die Umsetzung der Ziele der Euroregion DKMT erfolgt durch die Tätigkeit mehrerer Arbeitsgruppen, die Vorschläge ausarbeiten, Projekte vorstellen und diese umsetzen. Einige dieser Arbeitsgruppen sind:
- Die Arbeitsgruppe für Wirtschaft, Infrastruktur und Tourismus
- Die Arbeitsgruppe für Umweltschutz
- Die Arbeitsgruppe für Kultur, Sport und Sozialwesen
- Die Arbeitsgruppe für Katastrophenschutz
- Die Arbeitsgruppe für Gesundheitswesen
- Die Arbeitsgruppe für die Entwicklung von überregionalen Industrieparks
- Die Arbeitsgruppe für Landwirtschaft
- Die Arbeitsgruppe für internationale Beziehungen und Marketing

## Daten
| Land            | Region                       | Einwohner ∗ | Fläche ∗ | Städte           | Einwohner ∗ |
| --------------- | ---------------------------- | ----------- | -------- | ---------------- | ----------- |
| Rumänien        | Kreis Timiș                  | 660.000     | 8.697    | Timișoara        | 316.100     |
| Rumänien        | Kreis Timiș                  | 660.000     | 8.697    | Lugoj            | 45.000      |
| Rumänien        | Kreis Hunedoara              | 486.000     | 7.063    | Deva             | 77.000      |
| Rumänien        | Kreis Hunedoara              | 486.000     | 7.063    | Hunedoara        | 80.000      |
| Rumänien        | Kreis Hunedoara              | 486.000     | 7.063    | Petroșani        | 45.500      |
| Rumänien        | Kreis Arad                   | 462.000     | 7.754    | Arad             | 191.473     |
| Rumänien        | Kreis Caraș-Severin          | 333.000     | 8.514    | Reșița           | 84.000      |
| Rumänien        | Kreis Caraș-Severin          | 333.000     | 8.514    | Caransebeș       | 28.000      |
| Gesamt Rumänien | Gesamt Rumänien              | 1.941.000   | 32.028   |                  | 867.073     |
| Serbien         | Vojvodina                    | 2.014.000   | 21.506   | Novi Sad         | 215.600     |
| Serbien         | Vojvodina                    | 2.014.000   | 21.506   | Subotica         | 99.500      |
| Serbien         | Vojvodina                    | 2.014.000   | 21.506   | Zrenjanin        | 79.500      |
| Serbien         | Vojvodina                    | 2.014.000   | 21.506   | Pančevo          | 76.400      |
| Serbien         | Vojvodina                    | 2.014.000   | 21.506   | Sombor           | 51.100      |
| Gesamt Serbien  | Gesamt Serbien               | 2.014.000   | 21.506   |                  | 521.500     |
| Ungarn          | Komitat Bács-Kiskun          | 547.000     | 8.445    | Kecskemét        | 109.300     |
| Ungarn          | Komitat Bács-Kiskun          | 547.000     | 8.445    | Baja             | 37.700      |
| Ungarn          | Komitat Bács-Kiskun          | 547.000     | 8.445    | Kiskunfélegyháza | 31.400      |
| Ungarn          | Komitat Bács-Kiskun          | 547.000     | 8.445    | Kiskunhalas      | 29.500      |
| Ungarn          | Komitat Csongrád             | 427.000     | 4.263    | Szeged           | 173.200     |
| Ungarn          | Komitat Csongrád             | 427.000     | 4.263    | Hódmezővásárhely | 49.200      |
| Ungarn          | Komitat Csongrád             | 427.000     | 4.263    | Szentes          | 30.300      |
| Ungarn          | Komitat Csongrád             | 427.000     | 4.263    | Makó             | 25.600      |
| Ungarn          | Komitat Jász-Nagykun-Szolnok | 411.000     | 5.582    | Szolnok          | 81.500      |
| Ungarn          | Komitat Jász-Nagykun-Szolnok | 411.000     | 5.582    | Jászberény       | 28.300      |
| Ungarn          | Komitat Békés                | 392.000     | 5.632    | Békéscsaba       | 67.400      |
| Ungarn          | Komitat Békés                | 392.000     | 5.632    | Gyula            | 33.000      |
| Gesamt Ungarn   | Gesamt Ungarn                | 1.777.000   | 23.922   |                  | 696.400     |
| Gesamt DKMT     | Gesamt DKMT                  | 5.732.000   | 77.456   |                  | 2.084.973   |

## Bildergalerie

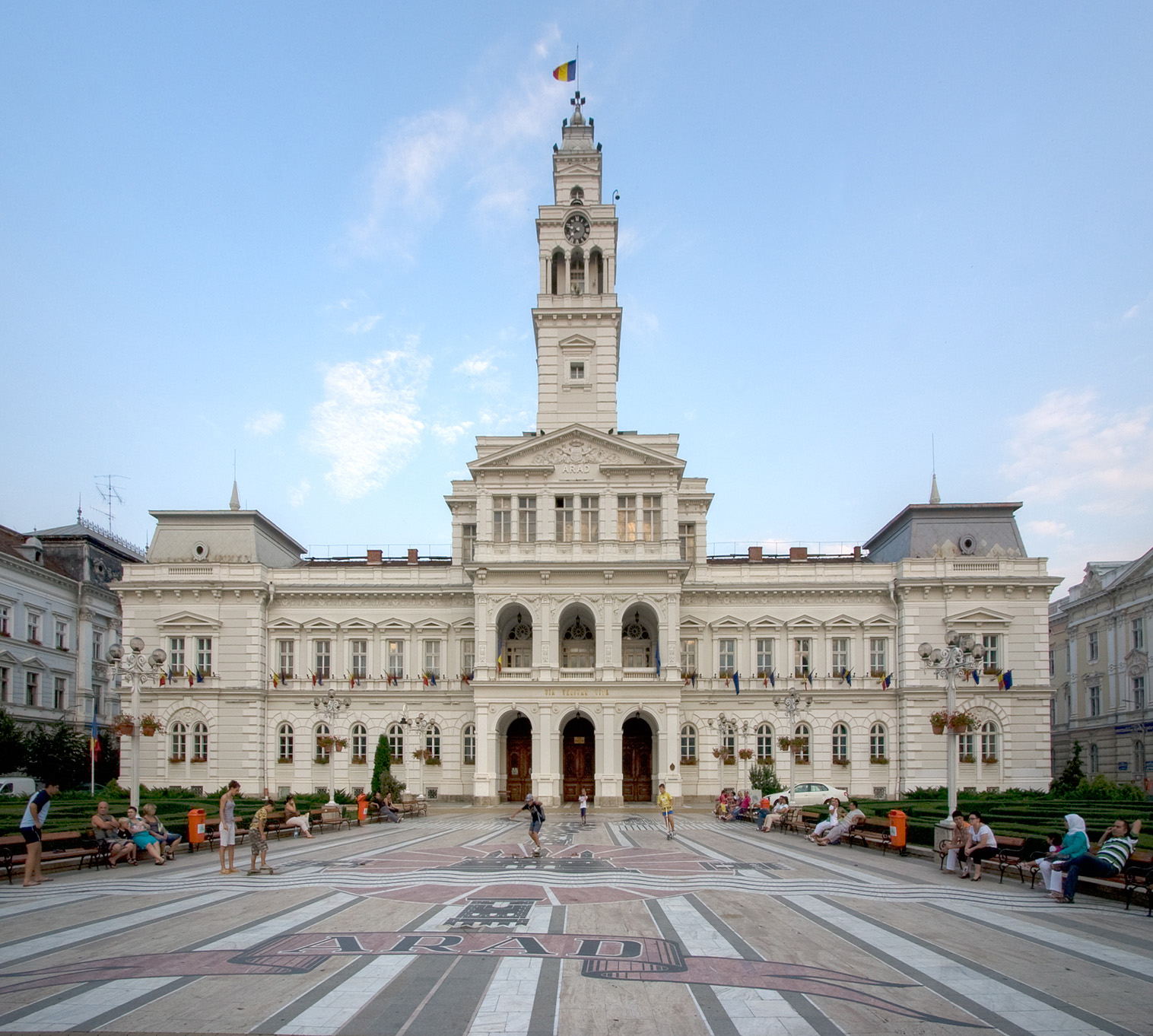
Arad
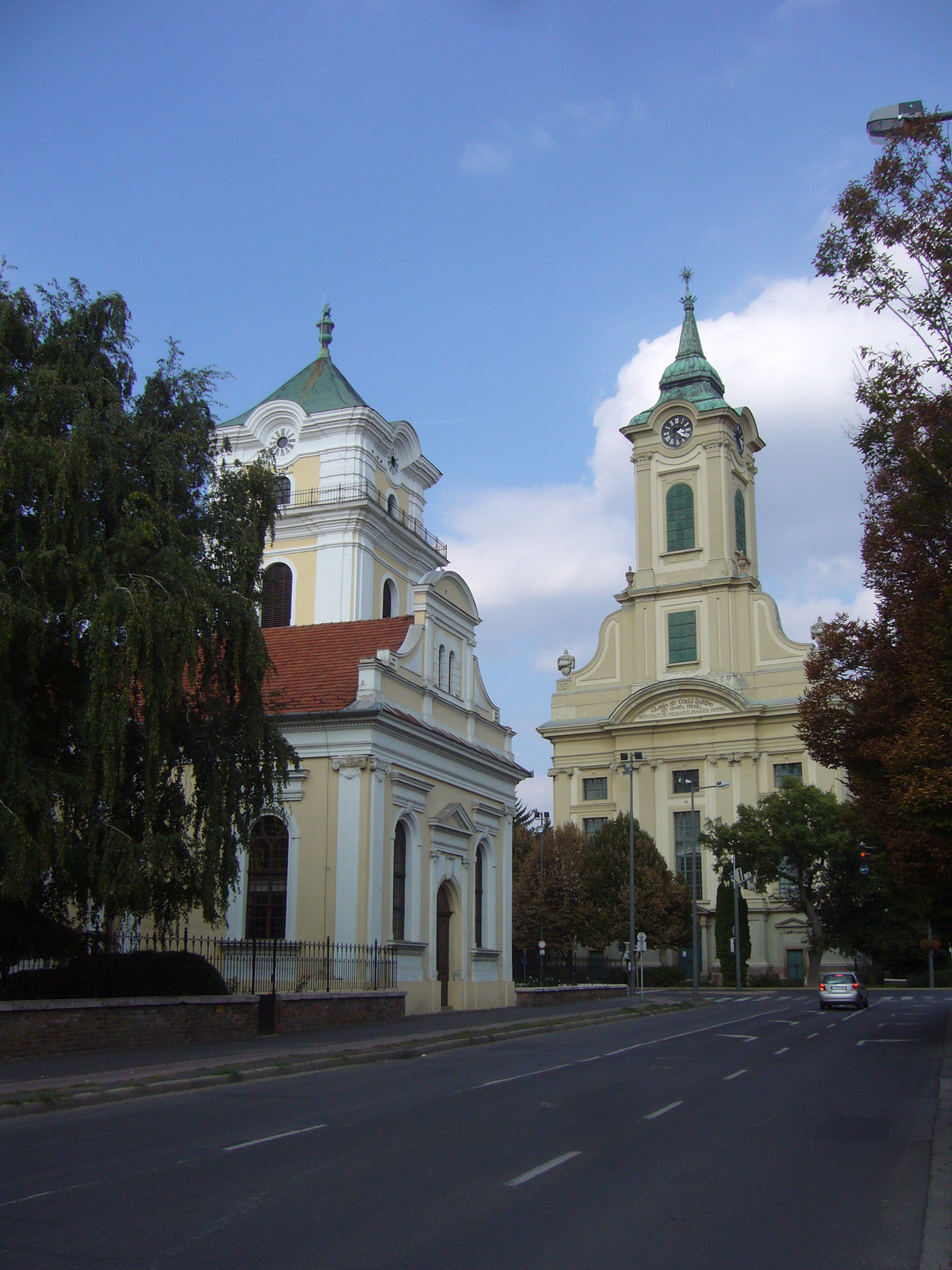
Békéscsaba
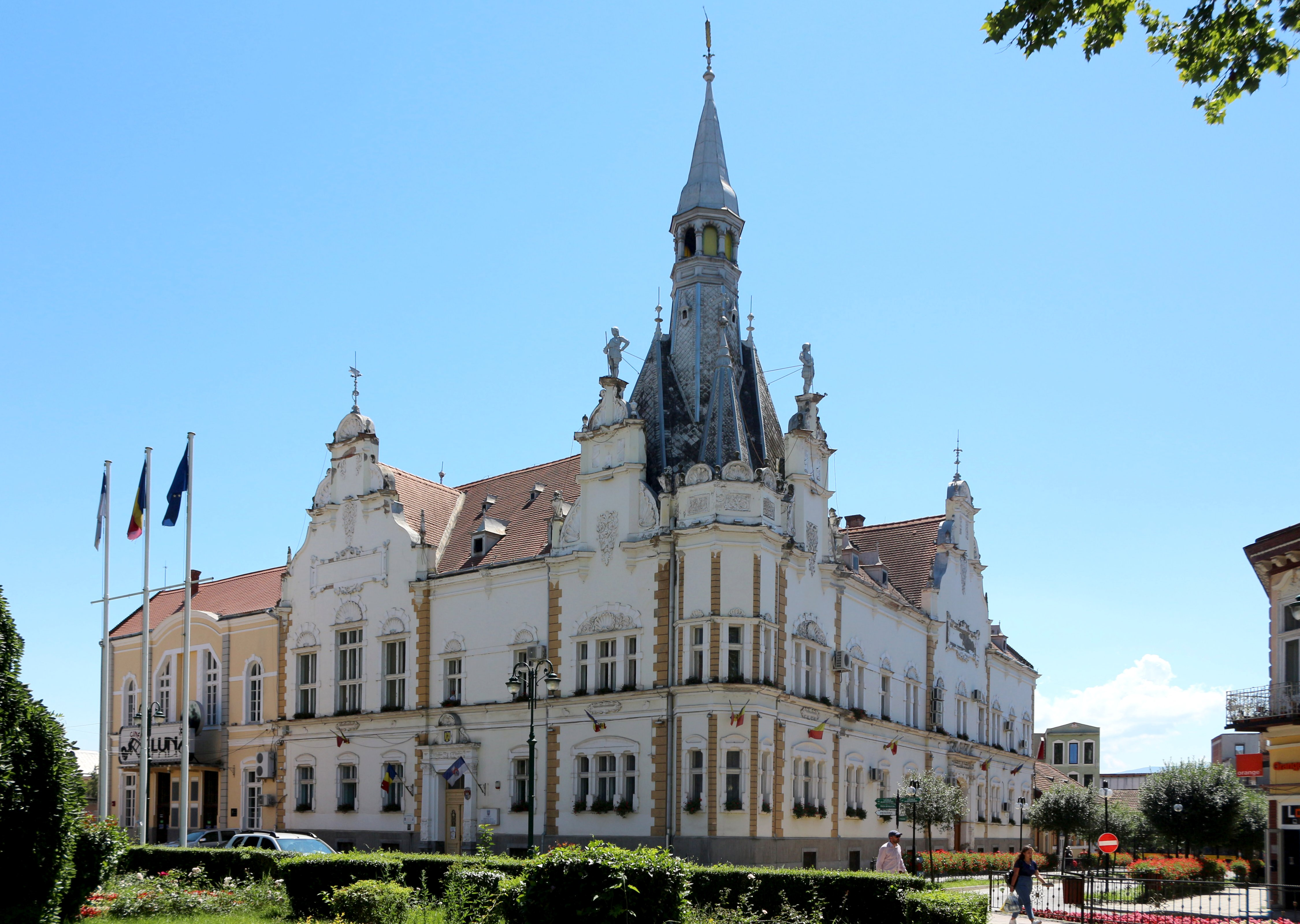
Caransebeș
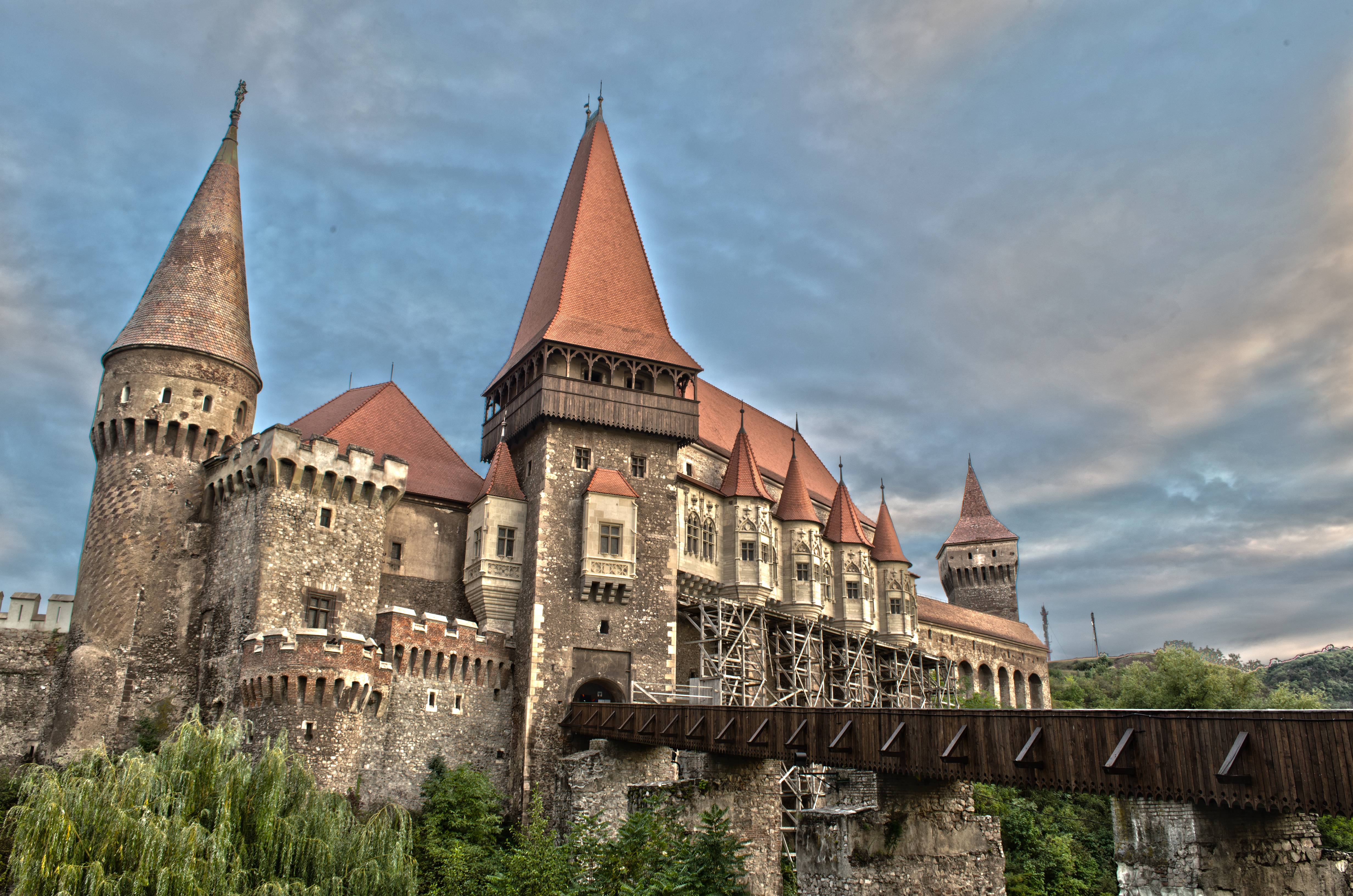
Hunedoara
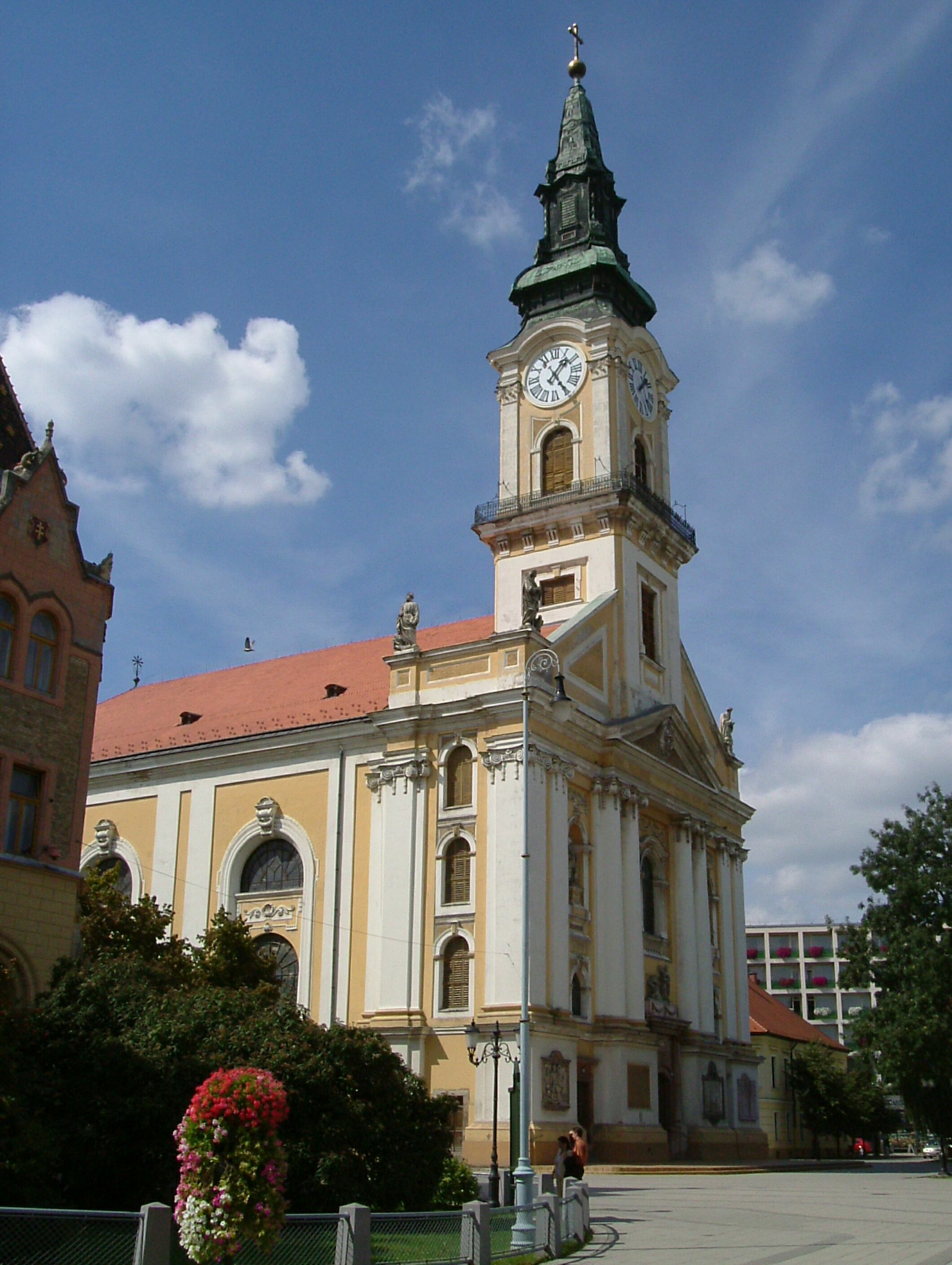
Kecskemét
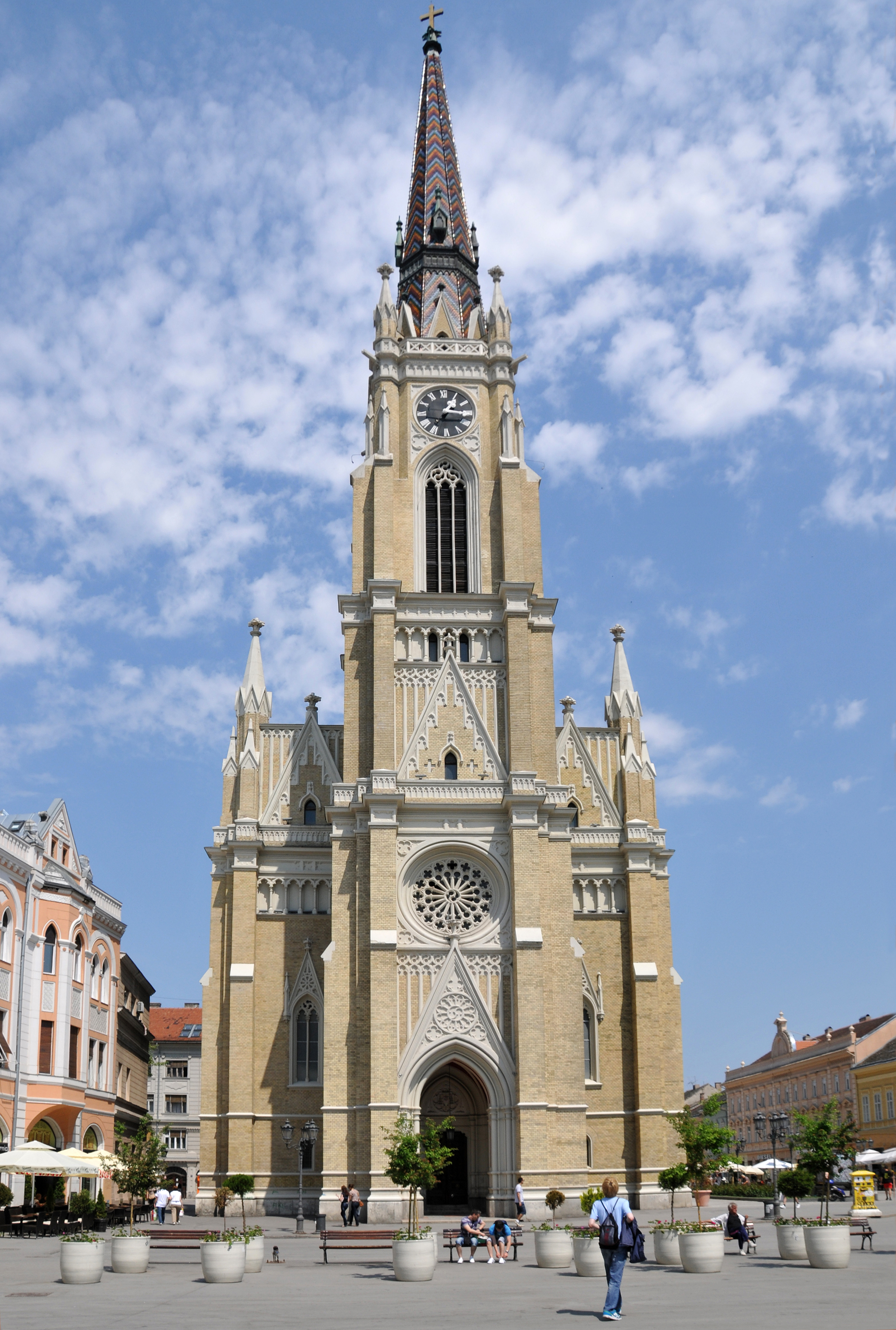
Novi Sad
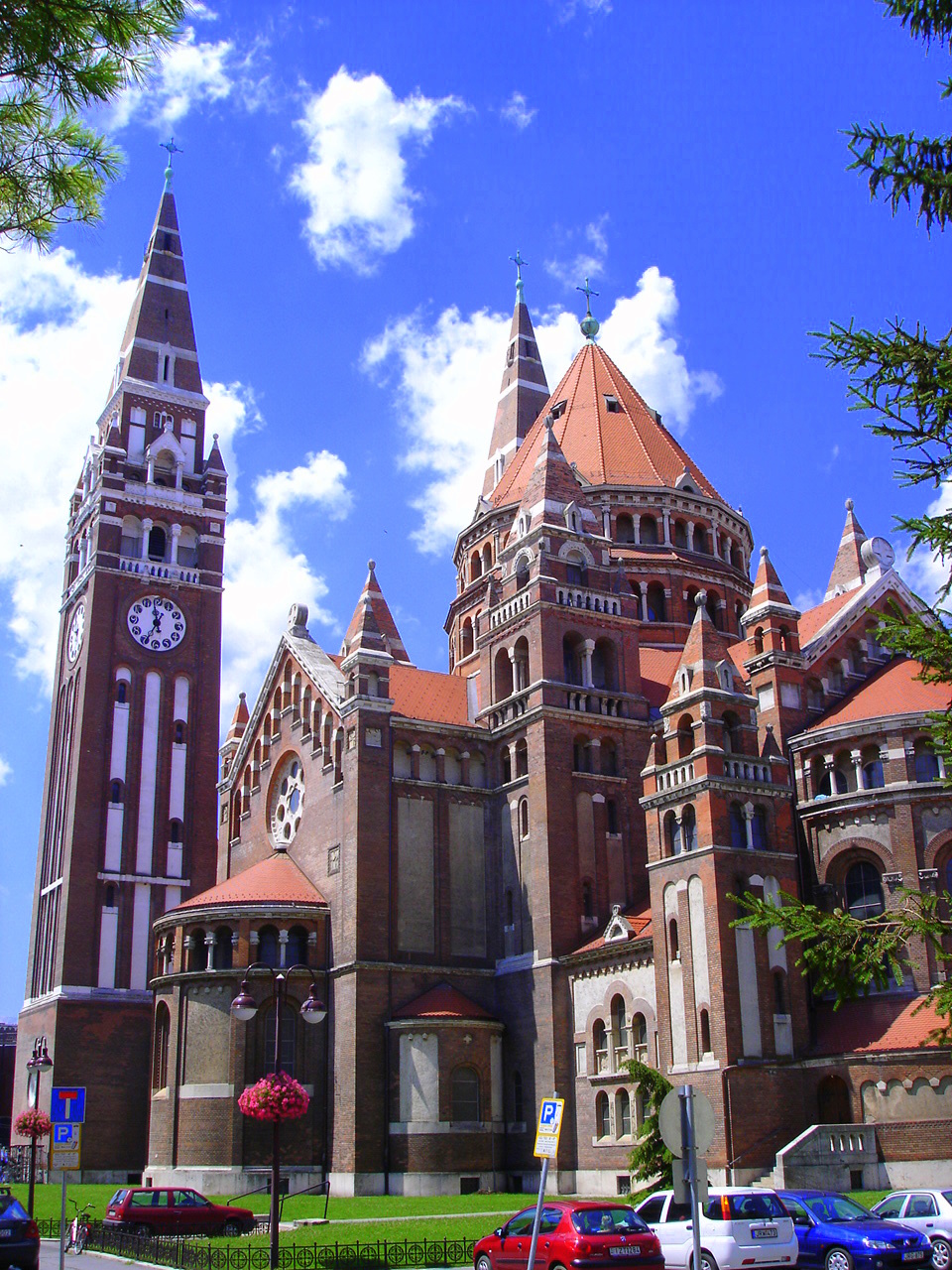
Szeged
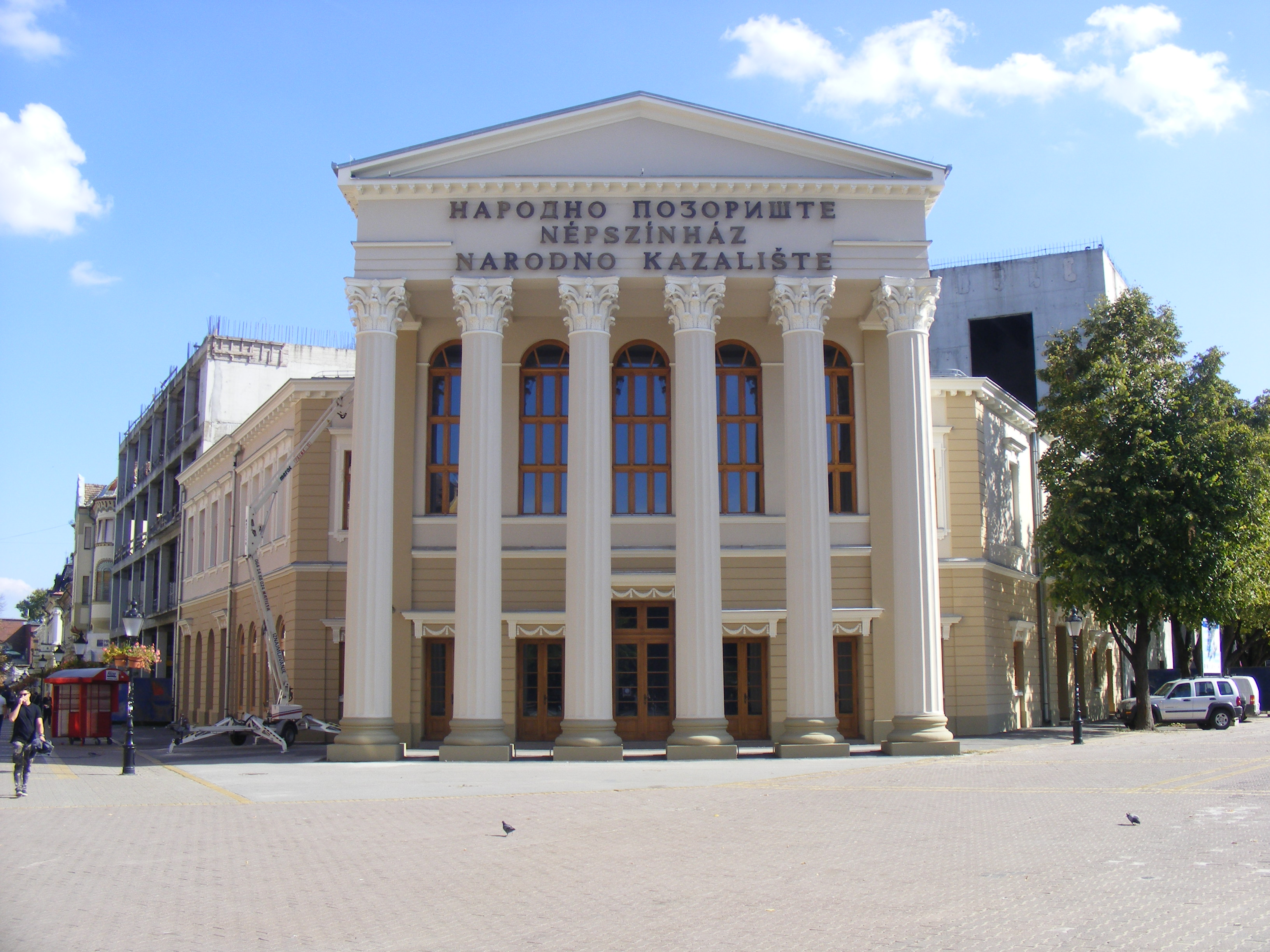
Subotica
Timișoara
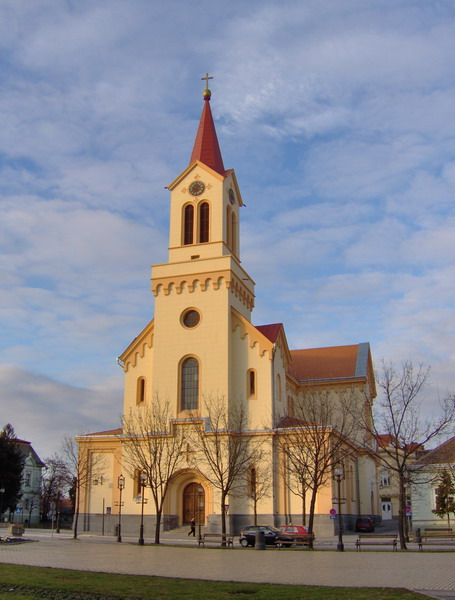
Zrenjanin